# Khumarawaih
Abu al-Jaysh Khumarawaih ibn Ahmad ibn Tulun, fils d’Ahmad Ibn Touloun lui succède comme gouverneur d’Égypte et épouse la fille du calife. Il reconquiert la Syrie réoccupée par les troupes du calife, puis installe sa capitale à Damas où il sera assassiné en 896. Ses successeurs seront impuissants à défendre la Syrie et l’Égypte qui seront reconquises par Mohammed ibn Suleyman al-Katib en 905.